# Incisocalliope makiki
Incisocalliope makiki är en kräftdjursart som först beskrevs av J. L. Barnard 1970.  Incisocalliope makiki ingår i släktet Incisocalliope och familjen Pleustidae. Inga underarter finns listade i Catalogue of Life.